# Air Ringau
Air Ringau is een bestuurslaag in het regentschap Natuna van de provincie Riouwarchipel, Indonesië. Air Ringau telt 540 inwoners (volkstelling 2010).